# Jan Burian
Jan Burian   (Praga, 26 de març de 1952) és pianista, lletrista, compositor i presentador de televisió txec.
Burian va néixer a Praga, Txecoslovàquia, fill d'Emil František Burian. Va actuar en tàndem amb Jiří Dědeček els anys 1973-1985. "Czech Television" va emetre el seu programa de tertúlia "Assegut amb Jan Burian" i la sèrie "El dia de la dona Burian". Va presentar el lliurament de premis literaris "Magnesia Litera" durant diverses temporades.